# Венець (Малопольське воєводство)
Венець (пол. Wieniec) — село в Польщі, у гміні Ґдув Велицького повіту Малопольського воєводства.
Населення — 466 осіб (2011).

## Демографія
Демографічна структура станом на 31 березня 2011 року:
|          | Загалом | Допрацездатний вік | Працездатний вік | Постпрацездатний вік |
| -------- | ------- | ------------------ | ---------------- | -------------------- |
| Чоловіки | 242     | 61                 | 165              | 16                   |
| Жінки    | 224     | 47                 | 136              | 41                   |
| Разом    | 466     | 108                | 301              | 57                   |